# Alexei Jewgenjewitsch Petuchow
Alexei Jewgenjewitsch Petuchow (russisch Алексе́й Евге́ньевич Петухо́в; * 28. Juni 1983 in Klinzy, Oblast Brjansk) ist ein ehemaliger russischer Skilangläufer, der sich auf Sprintwettbewerbe spezialisiert hatte.

## Leben und Karriere
Seinen ersten internationalen Wettkampf hatte Petuchow bei den Juniorenweltmeisterschaften 2002 in Schonach. Dort wurde er 26. im Sprintwettbewerb und belegte den 47. Platz über 10 Kilometer Freistil. Ein Jahr später gewann er bei den Juniorenweltmeisterschaften 2003 im schwedischen Sollefteå die Silbermedaille über die 30 Kilometer Freistil (Massenstart) und die Goldmedaille mit der russischen Staffel. Über die 10 Kilometer klassisch erreichte er den zwölften Platz. Im Sprint scheiterte er in der Qualifikation. Am 16. März 2003 hatte er dann seinen ersten Einsatz im Weltcup. Über die 15 Kilometer Freistil belegte er im finnischen Lahti den 56. Platz von 87 Athleten. Zu Beginn der Saison gehörte er zur russischen Weltcupmannschaft, konnte sich jedoch bei keinem Wettkampf unter den besten 50 Athleten platzieren und beendete die Saison im Continental-Cup. In den folgenden drei Jahren ging er nur bei FIS-Rennen an den Start. Erst in der Saison 2007/08 wurde er erneut in die Weltcupmannschaft berufen. Im heimischen Rybinsk erreichte er die Finalläufe im Sprintwettbewerb und konnte als 18. des Endklassements erstmals Weltcup-Punkte erringen. Auch im Eastern Europe Cup konnte er gute Resultate ausweisen und gewann im Januar 2008 in Charkiw seinen ersten Sprintwettbewerb in dieser Wettkampfserie. Am Ende der Saison belegte er den 12. Platz in der Gesamtwertung des Eastern Europe Cups. In der Saison 2008/09 gelang ihm dann der Durchbruch in die Weltspitze. In Davos konnte er mit Platz neun erstmals ein Top-Ten-Resultat im Weltcup feiern. In Düsseldorf belegte er zusammen mit Nikolai Morilow den dritten Platz im Teamsprintwettbewerb. In Rybinsk erreichte er erstmals den Finallauf und wurde dort nur von Renato Pasini geschlagen. Auch in Valdidentro musste er sich nur einem Kontrahenten geschlagen geben und verlor den Finallauf gegen Ola Vigen Hattestad. Bei den Nordischen Skiweltmeisterschaften 2009 im tschechischen Liberec erreichte er das Halbfinale und belegte den neunten Platz. Am Ende der Saison wurde er Sechster in der Gesamtwertung der Sprintrennen. Seinen ersten Weltcupsieg feierte Petuchow zu Beginn der Saison 2009/10, als er den Sprintwettbewerb in Düsseldorf gewann. Auch im Teamsprint war er in Düsseldorf zusammen mit Morilow nicht zu schlagen. Eine Woche später in Davos belegte er den dritten Platz im Sprint. Beim letzten Weltcuprennen vor den Olympischen Winterspielen erreichte er in Rybinsk den zweiten Platz im Sprint und ersten im Teamsprint. Bei den Olympischen Winterspielen 2010 in Vancouver gewann er zusammen mit Morilow Bronze im Teamsprint. Die Saison beendete er auf den dritten Platz in der Sprintwertung. Auch in der folgenden Saison erreichte er mehrere Topplatzierungen, darunter ein zweiter Platz im Sprint in Davos und ein weiterer Sieg im Sprint in Rybinsk. In der Sprintwertung errang er den vierten Platz. Bei den nordischen Skiweltmeisterschaften 2011 in Oslo kam er auf den 14. Platz im Sprint. Zum Beginn der Saison 2011/12 erreichte er in Düsseldorf im Sprint und im Teamsprint den zweiten Platz. Eine Woche später holte er in Davos seinen dritten Einzelsieg im Weltcup. Im Januar 2012 gewann er zusammen mit Morilow in Mailand im Teamsprint. Die Saison beendete er wie im Vorjahr auf den vierten Platz in der Sprintwertung. In der folgenden Saison errang er in Quebec den dritten Platz im Sprint und den zweiten Rang im Teamsprint. Es folgten weitere Top-Zehn-Platzierungen. Bei den nordischen Skiweltmeisterschaften 2013 im Val di Fiemme wurde er zusammen mit Nikita Walerjewitsch Krjukow Weltmeister im Team-Sprint. Bei den Olympischen Winterspielen 2014 in Sotschi belegte er den achten Platz im Sprint.
In den ersten drei Sprintrennen der Saison 2014/15 erreichte Petuchow jeweils eine Platzierung unter den ersten fünf, darunter ein zweiter Platz in Davos. Im Januar 2015 siegte er in Otepää zusammen mit Sergei Ustjugow im Teamsprint. Bei den nordischen Skiweltmeisterschaften 2015 in Falun gewann er zusammen mit Nikita Krjukow Silber im Teamsprint. Die Saison beendete er auf den vierten Rang im Sprintweltcup.
Im November 2017 wurde Petuchow wegen Dopings lebenslang für Olympische Spiele gesperrt. In der Saison 2018/19 startete er in Davos letztmals im Weltcup, wobei er den 47. Platz im Sprint errang.

## Erfolge

### Siege bei Weltcuprennen

#### Weltcupsiege im Einzel
| Nr. | Datum             | Ort        | Disziplin              |
| --- | ----------------- | ---------- | ---------------------- |
| 1.  | 5. Dezember 2009  | Düsseldorf | 1,5 km Sprint Freistil |
| 2.  | 5. Februar 2011   | Rybinsk    | 1,3 km Sprint Freistil |
| 3.  | 11. Dezember 2012 | Davos      | 1,5 km Sprint Freistil |

#### Weltcupsiege im Team
| Nr. | Datum            | Ort        | Disziplin                        |
| --- | ---------------- | ---------- | -------------------------------- |
| 1.  | 6. Dezember 2009 | Düsseldorf | 6 × 1,5 km Teamsprint Freistil 1 |
| 2.  | 24. Januar 2010  | Rybinsk    | 6 × 1,3 km Teamsprint Freistil 1 |
| 3.  | 15. Januar 2012  | Mailand    | 6 × 1,4 km Teamsprint Freistil 1 |
| 4.  | 18. Januar 2015  | Otepää     | 6 × 1,5 km Teamsprint Freistil 2 |

### Siege bei Continental-Cup-Rennen
| Nr. | Datum             | Ort                     | Disziplin       | Serie                     |
| --- | ----------------- | ----------------------- | --------------- | ------------------------- |
| 1.  | 27. Dezember 2008 | Krasnogorsk             | Sprint Freistil | Eastern Europe Cup        |
| 2.  | 24. Dezember 2009 | Krasnogorsk             | Sprint Freistil | Eastern Europe Cup        |
| 3.  | 17. Dezember 2010 | St. Ulrich am Pillersee | Sprint Freistil | Alpencup                  |
| 4.  | 2. Februar 2011   | Moskau                  | Sprint Freistil | Eastern Europe Cup        |
| 5.  | 11. August 2012   | Snow Farm               | Sprint Freistil | Australia/New Zealand Cup |

## Platzierungen im Weltcup

### Weltcup-Statistik
Die Tabelle zeigt die erreichten Platzierungen im Einzelnen.
- 1.–3. Platz: Anzahl der Podiumsplatzierungen
- Top 10: Anzahl der Platzierungen unter den ersten zehn
- Punkteränge: Anzahl der Platzierungen innerhalb der Punkteränge
- Starts: Anzahl gelaufener Rennen in der jeweiligen Disziplin
- Hinweis: Bei den Distanzrennen erfolgt die Einordnung gemäß FIS.

| Platzierung         | Distanzrennen a | Distanzrennen a | Distanzrennen a | Distanzrennen a | Distanzrennen a | Skiathlon Verfolgung | Sprint | Etappen- rennen b | Gesamt | Team c | Team c  |
| Platzierung         | ≤ 5 km          | ≤ 10 km         | ≤ 15 km         | ≤ 30 km         | > 30 km         | Skiathlon Verfolgung | Sprint | Etappen- rennen b | Gesamt | Sprint | Staffel |
| ------------------- | --------------- | --------------- | --------------- | --------------- | --------------- | -------------------- | ------ | ----------------- | ------ | ------ | ------- |
| 1. Platz            |                 |                 |                 |                 |                 |                      | 3      |                   | 3      | 4      |         |
| 2. Platz            | 1               |                 |                 |                 |                 |                      | 10     |                   | 11     | 2      |         |
| 3. Platz            |                 |                 |                 |                 |                 |                      | 3      |                   | 3      | 2      |         |
| Top 10              | 1               |                 |                 |                 |                 |                      | 34     |                   | 35     | 12     | 1       |
| Punkteränge         | 2               | 1               |                 |                 |                 |                      | 57     |                   | 60     | 13     | 1       |
| Starts              | 4               | 3               | 2               | 1               |                 | 7                    | 68     | 1                 | 86     | 13     | 1       |
| Stand: Karriereende |                 |                 |                 |                 |                 |                      |        |                   |        |        |         |

### Weltcup-Gesamtplatzierungen
| Saison  | Gesamt | Gesamt | Distanz | Distanz | Sprint | Sprint |
| Saison  | Punkte | Platz  | Punkte  | Platz   | Punkte | Platz  |
| ------- | ------ | ------ | ------- | ------- | ------ | ------ |
| 2007/08 | 13     | 123.   | -       | -       | 13     | 85.    |
| 2008/09 | 292    | 24.    | 14      | 83.     | 278    | 6.     |
| 2009/10 | 347    | 18.    | -       | -       | 347    | 3.     |
| 2010/11 | 323    | 21.    | 46      | 51.     | 277    | 4.     |
| 2011/12 | 435    | 20.    | -       | -       | 435    | 4.     |
| 2012/13 | 162    | 46.    | -       | -       | 162    | 13.    |
| 2013/14 | 244    | 33.    | -       | -       | 244    | 10.    |
| 2014/15 | 298    | 24.    | -       | -       | 298    | 4.     |
| 2015/16 | 70     | 72.    | 8       | 82.     | 62     | 34.    |